# デヴィッド・アーチュレッタ

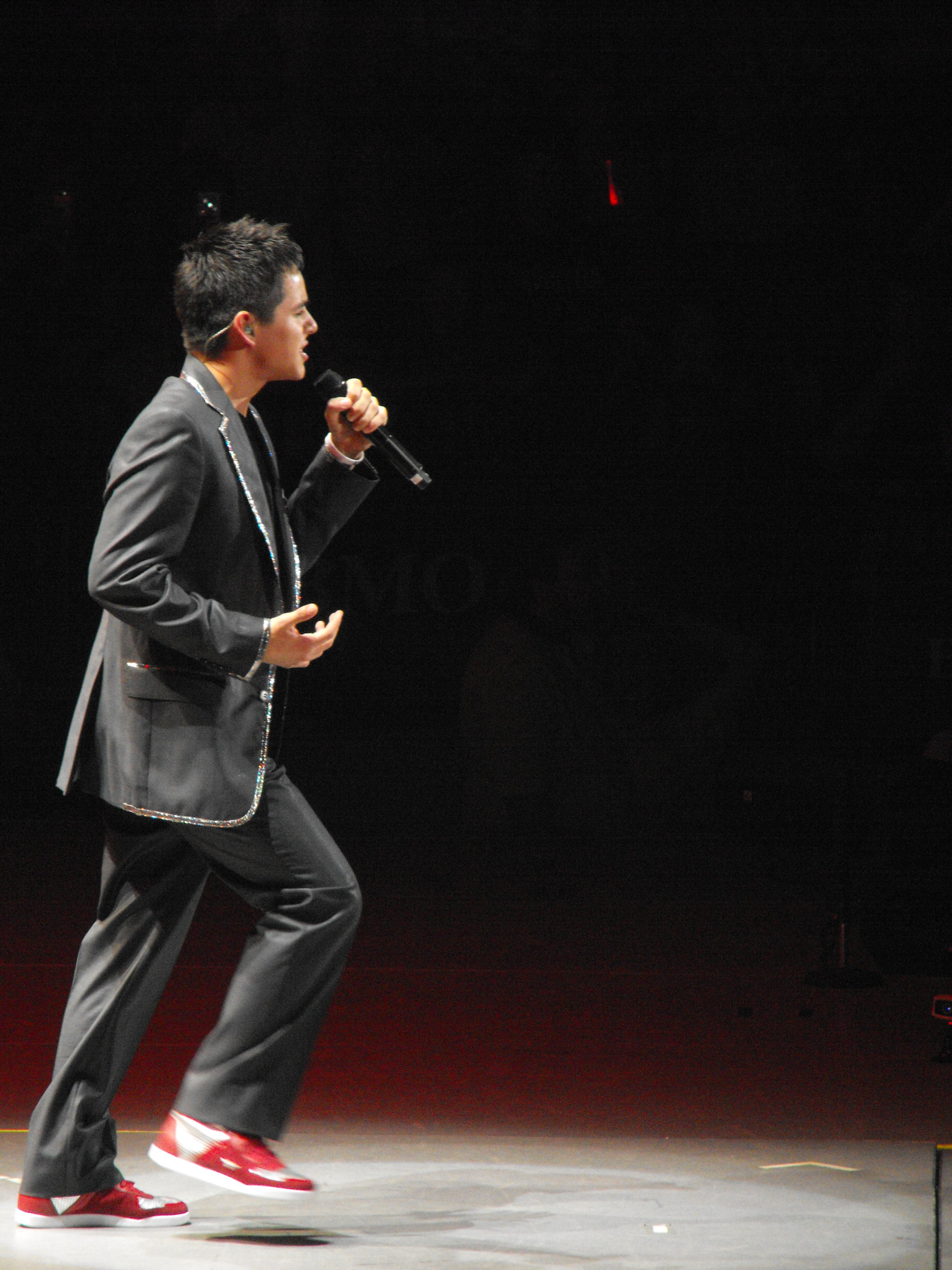
Archuleta performing during the American Idols LIVE! Tour 2008

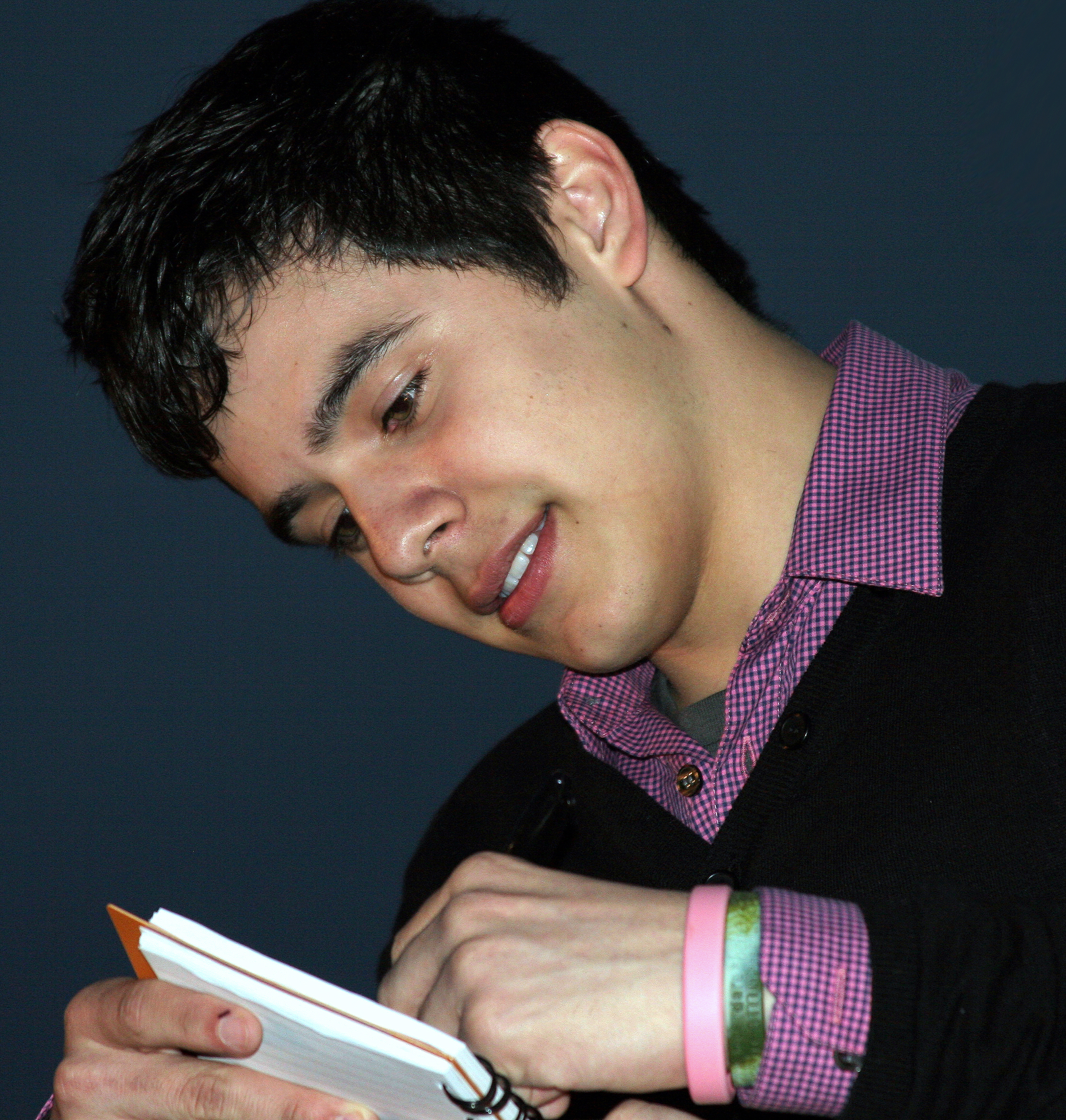

デヴィッド・ジェイムズ・アーチュレッタ（英語: David James Archuleta, 1990年12月28日 - ）は、アメリカ合衆国のシンガーソングライター。日本では、デイビッド・アーチュレッタ、デビッド・アーチュレッタとよばれることがある。
2008年、17歳で、FOXチャンネルで放映されているアイドルオーディション番組『アメリカン・アイドル』シーズン7のファイナリストに選出。一度も下位3位に入ることなくフィナーレまで勝ち残った。フィナーレでは、デヴィッド・クックと競い、9700万以上もの得票数を得たが敗れ、2位という結果になった。
2008年8月にシングル「Crush」をリリース。2008年11月に自身の名前をタイトルにしたアルバム「David Archuleta」を発売。同アルバムは、2009年1月にアメリカのビルボードで2位にランキングされた。

## 幼年期
デヴィッド・アーチュレッタはフロリダ州マイアミで生まれた。両親はホンジュラス出身のサルサ歌手とダンサーのジェフ・アーチュレッタ(Jeff Archuleta)とルーペ・マリエ(Lupe Marie)。兄妹が4人いる。家族はデヴィッドが6歳のときにユタ州ソルトレイク郡サンディー市に引っ越した。現在は通っていた高校（Murray高校）のある、ユタ州マリー（Murray）に住んでいる。また、ボーイスカウトのメンバーでもある（Boy Scouts of America）
レ・ミゼラブルのミュージカルビデオに触発されて、6歳から歌い始めた。本人は、「このミュージカルから全てが始まった」と語っている。公に音楽活動をし始めたのは、10歳の時に出場した「ユタ タレント コンテスト（The Utah Talent Competition）」から。そこでドリー・パートン（Dolly Parton）の「I Will Always Love You」を歌ったところ、スタンディングオベーションが起こり、子ども部門で優勝した。
『アメリカンアイドル』シーズン1でコンテスタントであるタマイラ・グレーやケリー・クラークソンが歌っているところを観て、「歌に引き込まれるような、何て凄い歌い方をするんだ」と感動した。その後、11歳でラテン系アメリカ人のスターを発掘するショー番組（The Jenny Jones Show）に出演。そのとき、『アメリカンアイドル』シーズン1のファイナリスト、A.J. Gilと並んで歌った。A.J. Gilを通じて、タマイラ・グレーと会い、歌を聴いてもらった。

## アメリカンアイドル

### パフォーマンス
| Week                     | テーマ                                                      | 歌                                                     | オリジナル歌手                                              |
| ------------------------ | ----------------------------------------------------------- | ------------------------------------------------------ | ----------------------------------------------------------- |
| 地方オーディション       | N/A                                                         | Waiting on the World to Change                         | ジョン・メイヤー                                            |
| Hollywood オーディション | N/A                                                         | Crazy                                                  | ナールズ・バークレイ                                        |
| Top 50                   | N/A                                                         | Heaven                                                 | ブライアン・アダムス                                        |
| Top 24                   | 1960年代                                                    | Shop Around                                            | ミラクルズ                                                  |
| Top 20                   | 1970年代                                                    | Imagine                                                | ジョン・レノン                                              |
| Top 16                   | 1980年代                                                    | Another Day in Paradise                                | フィル・コリンズ                                            |
| Top 12                   | ジョン・レノン/ポール・マッカートニー                       | We Can Work It Out                                     | ビートルズ                                                  |
| Top 11                   | ビートルズ                                                  | The Long and Winding Road                              | ビートルズ                                                  |
| Top 10                   | 生まれた年の曲 (1990)                                       | You're the Voice                                       | {{ジョン・ファーナム}}                                      |
| Top 9                    | ドリー・パートン (Dolly Parton)                             | Smoky Mountain Memories                                | ドリー・パートン                                            |
| Top 8                    | 感動した曲                                                  | Angels                                                 | ロビー・ウィリアムズ                                        |
| Top 7                    | マライア・キャリー (Mariah Carey)                           | When You Believe                                       | マライア・キャリー & ホイットニー・ヒューストン             |
| Top 6                    | アンドリュー・ロイド・ウェーバー (Andrew Lloyd Webber)      | Think of Me                                            | オペラ座の怪人(1986ミュージカル) (The Phantom of the Opera) |
| Top 5                    | ニール・ダイアモンド (Neil Diamond)                         | Sweet Caroline                                         | ニール・ダイアモンド                                        |
| Top 4                    | Rock'n Roll ホール・オブ・フェーム                          | スタンド・バイ・ミー Love Me Tender                    | ベン・E・キング エルビス・プレスリー                        |
| Top 3                    | 審査員選曲 (ポーラ・アブドゥル) 本人選曲 プロデューサー選曲 | And So It Goes With You Longer                         | ビリー・ジョエル クリス・ブラウン Dan Fogelberg             |
| フィナーレ               | Clive Davis's 選曲 新曲 本人選曲                            | Don't Let the Sun Go Down on Me In This Moment Imagine | エルトン・ジョン Ryan Gillmor作 ジョン・レノン              |

## その他
- iCarlyにゲスト出演。